# Mohn-Inseln
Die Mohn-Inseln (russisch острова Мона, Ostrowa Mona, deshalb auch Mona-Inseln) sind eine unbewohnte Inselgruppe in der Karasee vor der Nordküste Russlands. Die elf Inseln liegen 30 km westlich der Taimyrhalbinsel und erheben sich an ihrer höchsten Stelle, auf der Krawkow-Insel, 42 m über den Meeresspiegel. Administrativ gehört die Inselgruppe zur Region Krasnojarsk. Die Gruppe wurde durch Fridtjof Nansen nach dem norwegischen Meteorologen Henrik Mohn benannt. Die Inseln sind Teil des Naturschutzgebietes Großer Arktischer Sapowednik.
Zu den Mohn-Inseln gehören:
- Krawkow-Insel (остров Кравкова)
- Herkules-Insel (остров Геркулес)
- Ringnes-Insel (остров Рингнес)
- Granitny (остров Гранитный)
- Uski (остров Узкий)
- Kraini (остров Крайний)

und fünf kleinere, vorgelagerte Eilande.

## Geschichte

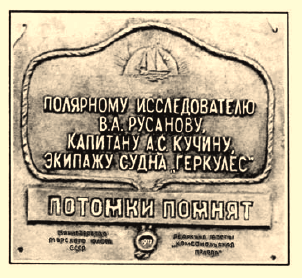
Gedenktafel auf der Herkules-Insel zur Erinnerung an die Teilnehmer der Russanow-Expedition

Die Inselgruppe wurde am 26. August 1893 von Nansens Fram-Expedition entdeckt. Nansen benannte auch die Ringnes-Insel nach den Brüdern Amund und Ellef Ringnes, die seine Expedition finanziell unterstützten.
1933–1934 wurden die Mohn-Inseln durch eine sowjetische Expedition unter Leitung von Wsewolod Iwanowitsch Worobjow (1898–1984) kartiert. Dabei erhielt die Krawkow-Insel ihren heutigen Namen nach dem Hydrografen Sergei Nikolajewitsch Krawkow (1894–1941). Die Expedition entdeckte auf der Herkules-Insel Reste des seit 1912 in der Karasee verschollenen Schiffs Wladimir Alexandrowitsch Russanows. Eine Gedenktafel erinnert heute daran.
Während des Zweiten Weltkrieges machten deutsche U-Boote und Kriegsschiffe im Gebiet der Mohn-Inseln Jagd auf russische Konvois, insbesondere während des Unternehmens Wunderland.
Nach dem Zweiten Weltkrieg betrieb die Sowjetunion im Westen der Krawkow-Insel zeitweilig eine Wetterstation.